# 佩蒂特陨石坑
佩蒂特陨石坑（Pettit）是月球背面鲁克山脉东南山区中一座年轻的大撞击坑，约形成于32-11亿年前的爱拉托逊纪，其名称取自美国天文学家爱迪生·佩蒂特（Edison Pettit，1889年-1962年），1970年被国际天文学联合会批准接受。

## 描述

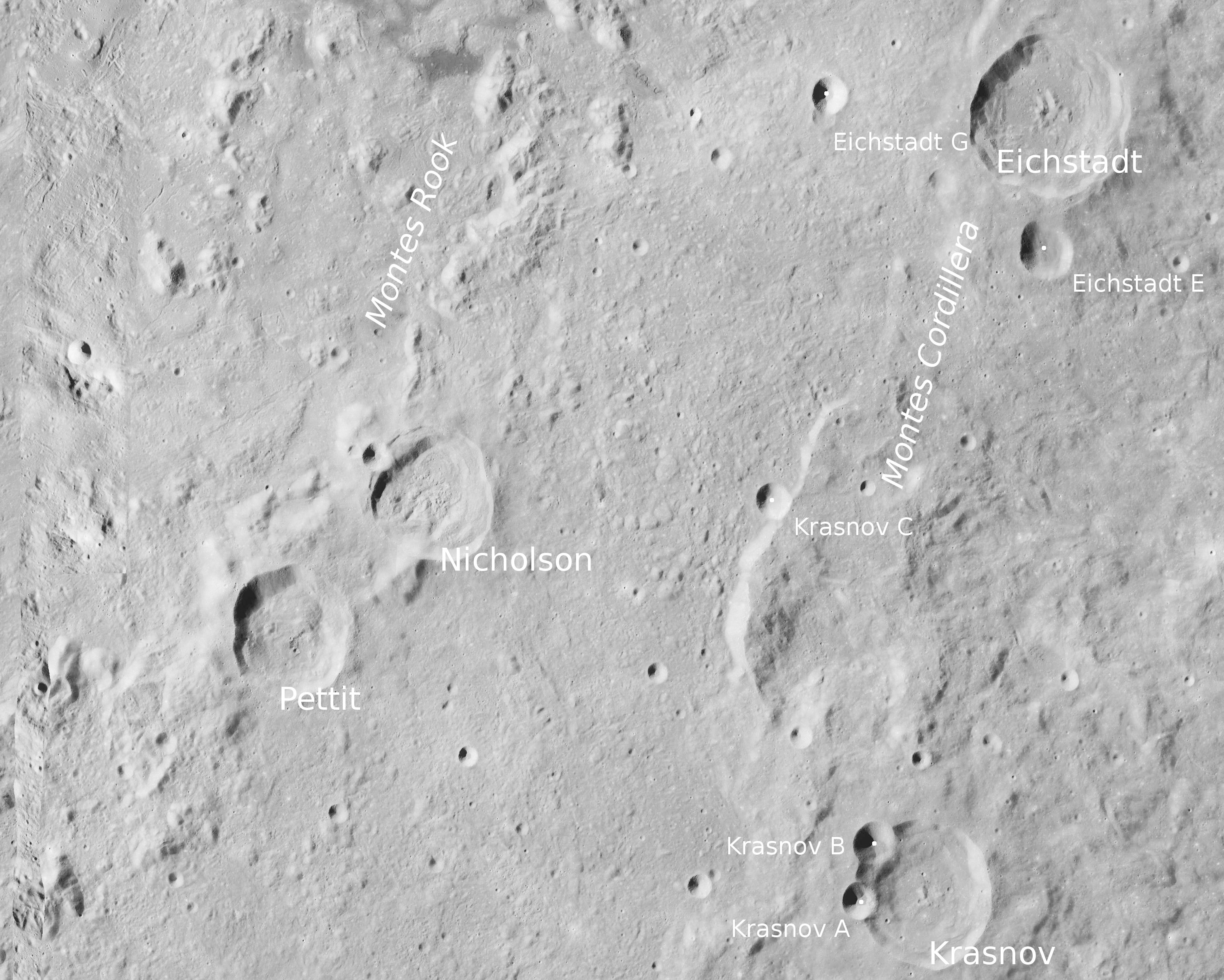
佩蒂特陨石坑的周边， 月球勘测轨道飞行器拍摄。

该陨坑西侧靠近小陨坑舒莱金、东北毗邻尼克尔森陨石坑、赖特陨石坑位于它的东南，佩蒂特陨石坑的西北蜿蜒着佩蒂特月溪（Rimae Pettit），它的后面则是东方海，而巨大的科迪勒拉山脉则矗立在它的东面。该陨坑中心月面坐标为27°30′S 86°36′W / 27.5°S 86.6°W，直径36.67公里，深度2.14公里。
佩蒂特陨石坑的坑壁轮廓类似于圆角六边形，东西二侧边缘略为平直。陨坑几乎未受到侵蚀，壁沿清晰完整，内侧壁平整陡峭，环坡底分布有一圈塌落的岩屑堆。坑壁高出周边地形970米，内部容积约880立方千米。坑底地形崎岖杂乱，西北部有一座残存的小陨坑，北面和西侧分布有一些小山丘，中心处坐落了一座低矮的中央峰。该陨坑的西、北为崎岖的高地，而东南方越过山麓以外，地面则稍显规整。
在地球上有时也可观察到该陨石坑，但能见度完全取决于月球摄动。不要将该陨坑与月球正面东半部的柏帝陨石坑（Petit）相混淆；另外，火星上也有一座同名撞击坑。

## 卫星陨石坑
按惯例，最靠近佩蒂特陨石坑的卫星坑将在月图上以字母标注在该坑的中心点旁。
| 佩蒂特 | 纬度    | 经度    | 直径   |
| ------ | ------- | ------- | ------ |
| C      | 24.8° S | 88.9° W | 8 公里 |

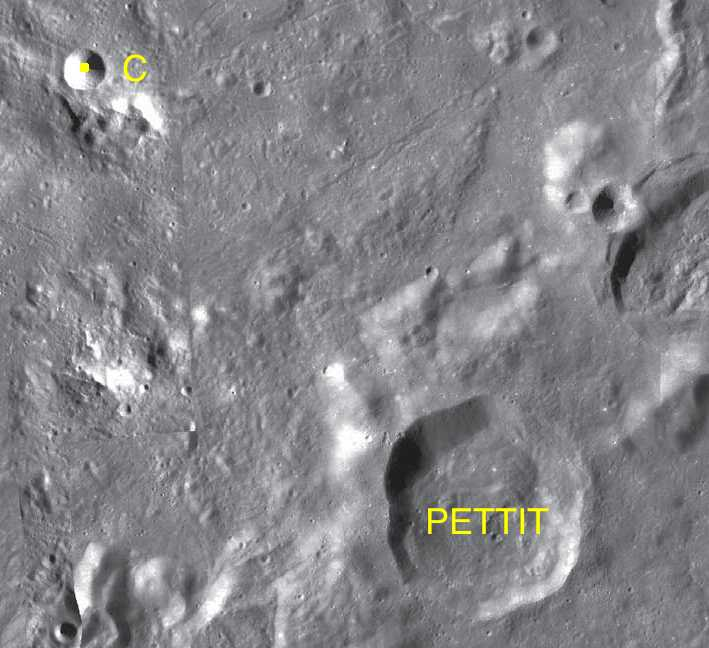
LAC-91 区域图

- 卫星坑佩蒂特 T在1985年被国际天文学联合会更名为舒莱金陨石坑。

## 另请参阅
- Andersson, L. E.; Whitaker, E. A. . NASA RP-1097. 1982.
- Blue, Jennifer. . USGS. 2007-07-25  [2007-08-05]. （原始内容存档于2012-04-08）.
- Bussey, B.; Spudis, P. . New York: Cambridge University Press. 2004. ISBN 978-0-521-81528-4.
- Cocks, Elijah E.; Cocks, Josiah C. . Tudor Publishers. 1995. ISBN 978-0-936389-27-1.
- McDowell, Jonathan. . Jonathan's Space Report. 2007-07-15  [2007-10-24]. （原始内容存档于2012-05-26）.
- Menzel, D. H.; Minnaert, M.; Levin, B.; Dollfus, A.; Bell, B. . Space Science Reviews. 1971, 12 (2): 136–186. Bibcode:1971SSRv...12..136M. doi:10.1007/BF00171763.
- Moore, Patrick. . Sterling Publishing Co. 2001. ISBN 978-0-304-35469-6.
- Price, Fred W. . Cambridge University Press. 1988. ISBN 978-0-521-33500-3.
- Rükl, Antonín. . Kalmbach Books. 1990. ISBN 978-0-913135-17-4.
- Webb, Rev. T. W.  6th revised. Dover. 1962. ISBN 978-0-486-20917-3.
- Whitaker, Ewen A. . Cambridge University Press. 1999. ISBN 978-0-521-62248-6.
- Wlasuk, Peter T. . Springer. 2000. ISBN 978-1-85233-193-1.